# Szedlarci
Szedlarci (macedónul: Седларци) település Észak-Macedóniában, a Délkeleti körzetben, a Vaszilevói járásban.

## Népesség
- 2002-ben 343 lakosa volt, akik mindannyian macedónok.

| Lakosok száma | 217  | 247  | 280  | 322  | 337  | 358  | 334  | 343  | 246  |
|               | 1948 | 1953 | 1961 | 1971 | 1981 | 1991 | 1994 | 2002 | 2021 |